# Gentlemen Prefer Blondes
Gentlemen Prefer Blondes là một bộ phim hài năm 1953 dựa trên vở nhạc kịch giai đoạn 1949, phát hành bởi 20th Century Fox, do Howard Hawks đạo diễn, với sự tham gia của Jane Russell, Marilyn Monroe, Charles Coburn, Elliott Reid, Tommy Noonan, George Winslow, Taylor Holmes và Norma Varden.
Kịch bản của Charles Lederer dựa trên vở nhạc kịch Broadway 1949 cùng tên, do John C. Wilson làm đạo diễn. Vai diễn sân khấu được dựa trên "Gentlemen Prefer Blondes: The Intimate Diary of a Professional Lady", một cuốn tiểu thuyết năm 1925 của Loos. Nó đã được chuyển thể cho sân khấu vào năm 1926, và sau đó là bộ phim câm năm 1928, với sự tham gia của Ruth Taylor, Alice White, Ford Sterling và Mack Swain, hiện đã mất.
Sự xuất hiện của Monroe trong ca khúc "Diamonds Are a Girl's Best Friend" và chiếc váy màu hồng của cô được coi là mang tính biểu tượng, và màn trình diễn đã gây được sự chú ý của Madonna, Geri Halliwell, Kylie Minogue, Nicole Kidman, Anna Nicole Smith, Christina Aguilera và James Franco. Bộ phim được lồng tiếng bởi Jack Cole, nhạc được soạn bởi Hoagy Carmichael & Harold Adamson và Jule Styne & Leo Robin.

## Nội dung
Lorelei Lee (Marilyn Monroe) và Dorothy Shaw (do Jane Russell thủ vai) là những người mẫu và là những người bạn thân. Lorelei bị mê hoặc bởi kim cương, tin tưởng rằng thu hút một người chồng giàu có là một trong những cách mà một người phụ nữ có thể thành công về mặt kinh tế. Cô ấy đính hôn với Gus Esmond (do Tommy Noonan thủ vai), một người ngu ngốc muốn làm hoặc mua bất cứ thứ gì cho cô ấy. Tuy nhiên, Gus bị dưới sự kiểm soát của người cha giàu có, tầng lớp thượng lưu của mình. Mặt khác, Dorothy đang tìm kiếm một loại tình yêu khác, thu hút chỉ những người đàn ông đẹp trai và phù hợp.
Lorelei dự định sẽ cưới Gus ở Pháp, nhưng cha của Esmond đã ngăn con trai của mình đi thuyền buồm, tin rằng Lorelei xấu với anh ta. Mặc dù công việc của Lorelei đòi hỏi cô đi du lịch đến Pháp có hoặc không có Gus, trước khi cô rời khỏi, Gus cho cô một bức thư tín dụng để trang trải chi phí khi cô đến, và hứa hẹn sau đó sẽ gặp cô ở Pháp. Tuy nhiên, anh ta cũng cảnh báo cô ta hành xử, lưu ý rằng cha của anh ta sẽ cấm hôn nhân của họ nếu tin đồn về những kẻ phạm tội tiến đến cha của Esmond. Cả hai đều không biết rằng cha của Esmond đã thuê một thám tử tư, Ernie Malone (Elliott Reid) theo dõi Lorelei.
Trong thời gian qua Đại Tây Dương, Malone ngay lập tức yêu Dorothy, nhưng Dorothy đã bị thu hút bởi các thành viên của đội điền kinh Olympic nam. Lorelei gặp người đàn ông giàu có và dại dột của ngài Francis "Piggy" Beekman (do Charles Coburn thủ vai), chủ một mỏ kim cương, và bị thu hút bởi sự giàu có của ông; mặc dù Piggy kết hôn, nhưng Lorelei ngây thơ nói chuyện với mục đích trả lại sự tán tỉnh giữa ông (Piggy) và vợ của mình, Lady Beekman (do Norma Varden thủ vai).
Lorelei mời Piggy đến cabin mà cô chia sẻ với Dorothy, và sau đó ông kể lại chuyến đi của mình tới Châu Phi. Trong khi Piggy cho thấy một con trăn ép con dê bằng cách ôm ấp và âu yếm nàng Lorelei, Malone làm gián điệp và chụp lại ảnh hai người qua ô cửa sổ, nhưng đã bị Dorothy bẫy khi anh ta bước đi một cách vô cảm. Cô nói với Lorelei, người lo lắng cho danh tiếng của cô. Họ đưa ra một kế hoạch giả vờ làm say mê Malone cho đến khi anh ta ngủ say không biết gì và sau đó tìm cuộn phim mà anh ta đang giữ để buộc tội trong khi anh ta bất tỉnh. Họ tìm thấy cuộn phim trong quần của Malone, và Lorelei nhanh chóng in và ẩn các âm bản. Tiết lộ sự thành công của cô với Piggy, cô thuyết phục anh ta trao vương miện của cô cho Beekman như một món quà cảm ơn. Tuy nhiên, Malone đã đặt một thiết bị ghi âm trong cabin của Lorelei, và đã nghe thảo luận với Piggy về hình ảnh và vương miện.
Con tàu đến Pháp, và Lorelei và Dorothy dành thời gian mua sắm. Tuy nhiên, hai người sau đó bị đuổi ra khỏi khách sạn của họ và phát hiện ra thư tín dụng của Lorelei đã bị huỷ bỏ do thông tin mà Malone chia sẻ với cha của Esmond. Khi Gus xuất hiện tại buổi biểu diễn của họ, Lorelei phản đối anh qua những lời bài hát cô thể hiện trong "Diamonds Are a Girl's Best Friend", những lời bài hát trong đó giải thích tại sao và làm thế nào phụ nữ cần theo đuổi đàn ông bằng tiền. Trong khi đó, Lady Beekman đã đệ đơn cáo buộc về việc mất tích chiếc vương miện của mình, và Lorelei bị buộc tội trộm cắp. Dorothy thuyết phục Lorelei trả lại vương miện, nhưng cả hai đều phát hiện ra nó bị thiếu trong hộp trang sức của cô. Piggy cố gắng để thoát khỏi phần của mình trong vụ khi Malone bắt ông ta tại sân bay.
Dorothy đã đứng đợi tại tòa bằng cách giả vờ là Lorelei, ngụy trang bằng một bộ tóc giả màu vàng và bắt chước giọng nói và cách nói dối của người bạn. Khi Malone xuất hiện trước tòa và sắp sửa thốt lên "Lorelei" là Dorothy, cô ấy tiết lộ với Malone bằng ngôn ngữ bí mật mà cô, Dorothy, yêu anh nhưng sẽ không bao giờ tha thứ cho anh nếu anh làm bất cứ điều gì để làm tổn thương người bạn thân nhất của cô, Lorelei. Malone rút lại ý kiến của mình, nhưng sau đó tiết lộ Piggy có vương miện, giảm án cho Lorelei.
Trở lại câu lạc bộ đêm, Lorelei gây ấn tượng bởi cha của Esmond với bài phát biểu về vấn đề tiền cha, và cũng lập luận rằng nếu cha của Esmond có một con gái thay vì một đứa con trai, anh ta sẽ muốn điều tốt nhất cho cô, anh ta đồng ý và đồng ý với cuộc hôn nhân của con trai mình với Lorelei. Bộ phim kết thúc với một đám cưới đôi cho Lorelei kết hôn với Esmond và Dorothy kết hôn với Malone.

## Diễn viên
- Jane Russell vai Dorothy Shaw
- Marilyn Monroe vai Lorelei Lee (kèm theo hát nhạc trong phim bởi Marni Nixon)
- Charles Coburn vai Francis "Piggy" Beekman
- Elliott Reid vai Ernie Malone
- Tommy Noonan vai Gus Esmond
- Taylor Holmes vai cha của Esmond
- Norma Varden vai Lady Beekman
- George Winslow vai Henry Spofford III
- Steven Geray vai quản lý khách sạn